# Bhavna Ruparel
Bhavna Ruparel (* 10. Januar 1989 in Mumbai, Maharashtra) ist eine indische Bollywood-Schauspielerin.

## Leben
Ruparel begann 2002, sich als Schauspielerin zu betätigen. Ihre erste Rolle spielte sie in Na Tum Jaano Na Hum und arbeitete unter anderem mit Hrithik Roshan und Saif Ali Khan zusammen. 2012 gab sie ihr Filmdebüt Chal Pichchur Banate Hain.
Bhavna Ruparel ist die Schwester von Pooja Ruparel und Cousine von Sonakshi Sinha, die beide Schauspielerinnen sind.

## Filmographie
- 2002: Na Tum Jaano Na Hum
- 2003: Jogger's Park
- 2012: Chal Pichchur Banate Hain